# Josi Miller

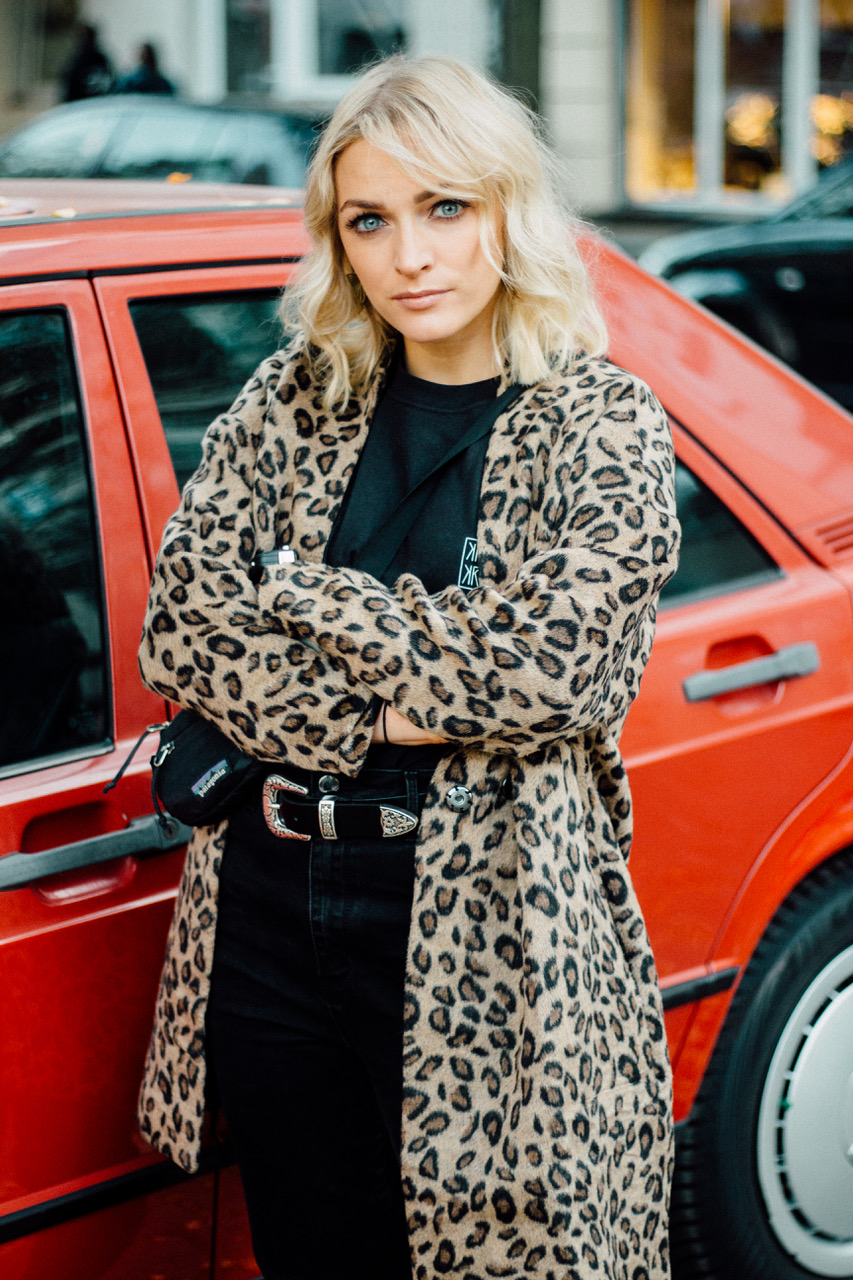
Josi Miller (2018)

Josi Miller (* 1989, bürgerlich Josephine Müller) ist eine deutsche Musikerin, DJ, Musikproduzentin, Sängerin und Podcasterin aus Berlin. Bis 2019 stand sie für den Leipziger Rapper Trettmann an den Turntables. Josi Miller moderiert gemeinsam mit Helen Fares den Podcast Homegirls. Sie ist Teil der Formation „OK WOW“ mit Visa Vie und produziert mit Stefan Heinrich für das Projekt „Import Export“ experimentell-elektronische Musik.

## Leben
Josi Miller wuchs in Leipzig auf, wo sie auch ihre musikalische Karriere begann. Sie lernte Klavier und Gitarre spielen und wurde im Gesang ausgebildet. Erste Bühnenerfahrungen sammelte sie im Alter von elf Jahren als Mitglied einer Jugendband, mit der sie unter anderem zusammen mit Udo Lindenberg in Leipzig bei Rock gegen rechte Gewalt auftrat. An der Bauhausuniversität in Weimar absolvierte sie 2016 ein Bachelorstudium in der Fachrichtung Medienkunst. 2017 zog sie von Leipzig nach Berlin, wo sie seitdem lebt und arbeitet.
Mit 16 Jahren gewann Josi Miller bei einem DJ-Battle ihre ersten Turntables und begann ihre Karriere als DJ. Ihren Stil fand sie zwischen Hip-Hop, Trap und elektronischer Bassmusik. Sie wurde Resident-DJ in Leipziger Clubs. Danach hatte sie nationale und internationale Auftritte auf Festivals, unter anderem auf dem splash! und dem Openair Frauenfeld, sowie zahlreiche Clubgigs. Beim deutschen Finale des internationalen DJ-Wettbewerbs Thre3Style World Champion belegte sie im Finale den 2. Platz. 2016 war sie Tour-DJ von Frauenarzt. Ab 2017 begleitete sie Trettmann auf seiner DIY-Tour. Nach einem erfolgreichen Festivalsommer 2018 und etlichen Konzerten an Trettmanns Seite war Josi Miller ab Januar 2019 wieder vermehrt als Solokünstlerin in der deutschen, schweizerischen und österreichischen Clublandschaft unterwegs und spielte Sets auf großen Festivalbühnen. Sie trat bei der deutschen Neuauflage von „YO! MTV Raps“ auf MTV Germany und beim „Comedy Roast“ des MDR als Studio-DJ in Erscheinung. 2020 schloss sie sich mit der Berliner Moderatorin und Autorin Visa Vie zum DJ-Duo „OK WOW“ zusammen.
Seit 2019 ist Josi Miller als Produzentin für Lo-Fi-Hip-Hop und elektronischer Musik aktiv. Nach einigen Solo-Singles folgte im Mai die erste Veröffentlichung in Zusammenarbeit mit Stefan Heinrich unter dem Projektnamen „Import Export“. Josi Miller war Gast beim Producer-Format „Sounds of Kliemansland“ auf dem  YouTube-Kanal von Entertainer Fynn Klieman. Sie ist im Musikvideo Hengstin von Jennifer Rostock als Teil einer Kampagne für starke weibliche Persönlichkeiten zu sehen und trat in einer Episode der ARTE-Web-Dokumentation „Homo Digitalis“ an der Seite von Helen Fares auf. Mit dieser moderiert sie seit 2015 die Streaming-Radiosendung „Homegirls“, die zuerst auf Energy Sachsen lief, bevor sie 2017 zum Hip-Hop-Channel „BoomFM“ vom Berliner On-line-Radio Flux FM und später ins Portfolio von SONY Music Germany wechselte. Aktuell produziert sie eine weitere EP, komponiert Beats für Kampagnen wie ADIDAS und weiteren Marken. Sie schreibt und produziert für und mit anderen Musikern für kommende Releases.

## Diskografie
- 2014: Chickstape 4: Die I Like Big Bass and I Cannot Lie-Edition (Mixtape)
- 2015: AT.LONG.LAST.SUMMER-Mix (Mixtape)
- 2016: A L L S 2 (Mixtape)*
- 2019: Looks for the Future (Single)
- 2019: Drunk Text (Single)
- 2020: Songs to stay home (EP)

mit Import Export
- 2020 Berlosin (Single)
- 2020 Walk home alone (Single)
- 2021 Into the dark (Single)
- 2021 If i wrote you (Single)
- 2021 Tetris (Single)
- 2022 Run Run Run (Single)
- 2022 Bellagio (Single)
- 2022 Not My Type (Single)
- 2022 Don't Go Calling Me A Liar (Single)
- 2022 SNACKS (Album)
- 2023 Blind (Single)
- 2023 Lost Myself (Single)
- 2023 Group Therapy (Single)